# Spinmaster
Spinmaster es un juego de arcade desarrollado y lanzado por Data East en diciembre de 1993 en Norteamérica y Europa, y el 18 de febrero de 1994 en Japón. Es el primer juego que Data East ha desarrollado y lanzado para el hardware Neo-Geo MVS de SNK. Los diseños de personaje son similares a aquellos del juego de Sega Genesis de Data East titulado Dashin' Desperadoes. Sin embargo, el resto de ambos juegos son completamente diferentes. Además, la jugabilidad de Spinmaster, el estilo de arte, las animaciones de algunos personajes, y el estilo de las armas se inspiraron fuertemente en otro juego de arcade de Data East titulado Joe & Mac, de acuerdo con el folleto de arcade japonés de Miracle Adventure.
Luego de que Data East quebrara en 2003, G-Mode compro los derechos del juego de Neo-Geo, al igual que los de la mayoría de los juegos y licencias de Data East globalmente.
El juego sería relanzado en la consola virtual en Japón el 3 de agosto de 2010, en Europa el 12 de noviembre de 2010, y en Norteamérica el 22 de noviembre de 2010.

## Jugabilidad
Los jugadores progresarán por los niveles de desplazamiento lateral eludiendo obstáculos y saltando a plataformas venciendo enemigos con un yoyó como arma por defecto, o con armas obtenidas de cofres del tesoro. También se podrán agachar o tacklear para atacar o evadir enemigos. Pulsar repetidas veces el botón de ataque disparará el arma rápidamente, y manteniendo pulsado el botón de ataque cargará un modo de fuego que varía dependiendo del arma equipada. También existen ataques capaces de limpiar la pantalla que también varían dependiendo del arma equipada.
Existen cinco mundos de varios niveles cada uno. Cada mundo termina con una pelea de jefe que premiará al jugador con un fragmento de un mapa del tesoro al ser vencido. Después de armar el mapa completo, los jugadores elegirán una de tres ubicaciones, cada una con un final diferente del juego.

## Trama
Hace muchos años, un gran tesoro fue escondido por un hombre misterioso en una isla inexplorada. Este hombre dibujó la ubicación del tesoro en un mapa y lo escondió en lo más profundo del bosque de una isla. Los días se convirtieron en semanas, las semanas en años, y los años en décadas. El hombre que escondió el mapa desapareció, y nadie más lo volvió a ver. Durante esa época, el mapa se ensució, y finalmente se partió en cinco partes que fueron esparcidas por todo el mundo. Una de estas partes llegó a la posesión del joven buscador de tesoros llamado Johnny. Johnny, quien vivía con su novia Mary y su robusto compañero cowboy llamado Tom, soñaba con el día en que encontraría el tesoro antiguo en la isla escondida del hombre misterioso.
Un día, el codicioso científico loco buscador de tesoros, el Dr. De Playne, apareció en el pequeño pueblo de Johnny. Tras tomar la parte del mapa del tesoro de Johnny y secuestrar a Mary, el Dr. De Playne decide encontrar el tesoro y comprar todos los juguetes y caramelos del mundo, llevando a los niños de la tierra a una amarga oscuridad de estudio continuo y comidas balanceadas. Johnny y Tom persiguen al Dr. De Playne con sus yoyós para salvar a Mary y al mundo.

## Recepción
En Norteamérica, RePlay reportó que Spinmaster fue el 11.º juego de arcade más popular de aquel entonces. Play Meter también listó al juego como el 53.º juego de arcade más popular de aquel entonces. El título acumuló una recepción en gran parte positiva de parte de los críticos y analistas desde su lanzamiento inicial.

### Reseñas retrospectivas
Spinmaster ha tenido una recepción mayormente positiva de los críticos retrospectivos en los últimos años. En 2014, HobbyConsolas lo identificó como uno de los veinte mejores juegos de la Neo Geo AES.